# Centre polyvalent de Koria
Le centre polyvalent de Koria (en finnois : Korian monitoimitalo) est une salle de sport située dans le quartier Koria d'Elimäki à Kouvola en Finlande.

## Présentation
Le centre a été construit dans les années 1970 et a été rénové dans les années 2000.
La salle principale a une surface au sol de 22 × 36 m et une hauteur de 8 m.
Elle peut être divisée en trois parties avec un rideau.
Le centre comprend, entre-autres, une salle de bal et un gymnase avec vestiaires, une salle des jeunes, une cafétéria et une salle de club.
A côté du centre polyvalent, dans la même cour, l'école de Koria est installée dans trois bâtiments voisins. 
Les cours de sports en salle de l'école ont lieu dans la salle principale du centre.